# Kloster Haghartsin

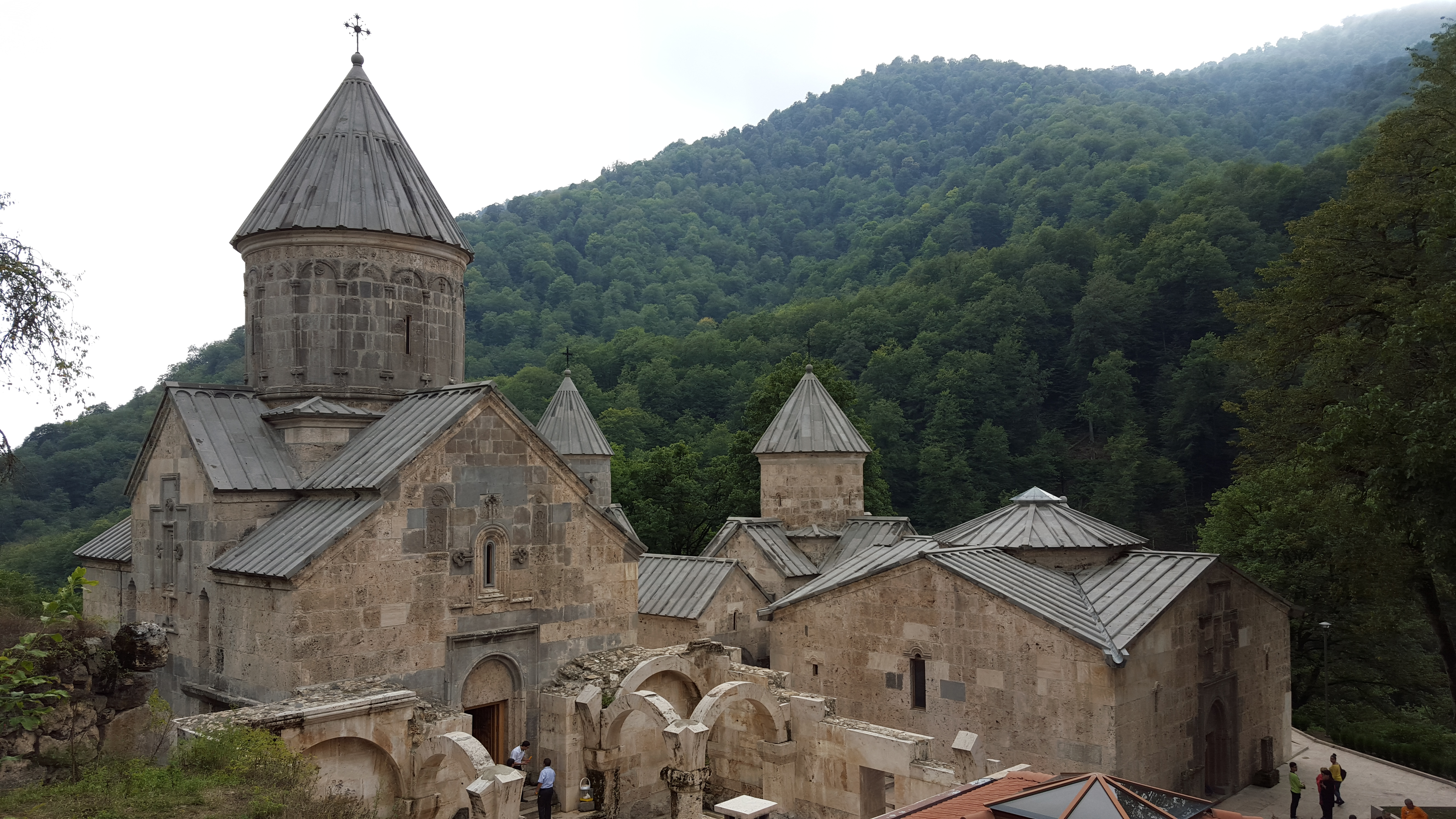
Der Klosterkomplex

Das Kloster Haghartsin oder Hagarzin (armenisch Հաղարծին) ist ein ehemaliges Kloster der Armenischen Apostolischen Kirche in der nordarmenischen Provinz Tawusch. Die Ursprünge des Klosters gehen auf das 10. Jahrhundert zurück.

## Lage

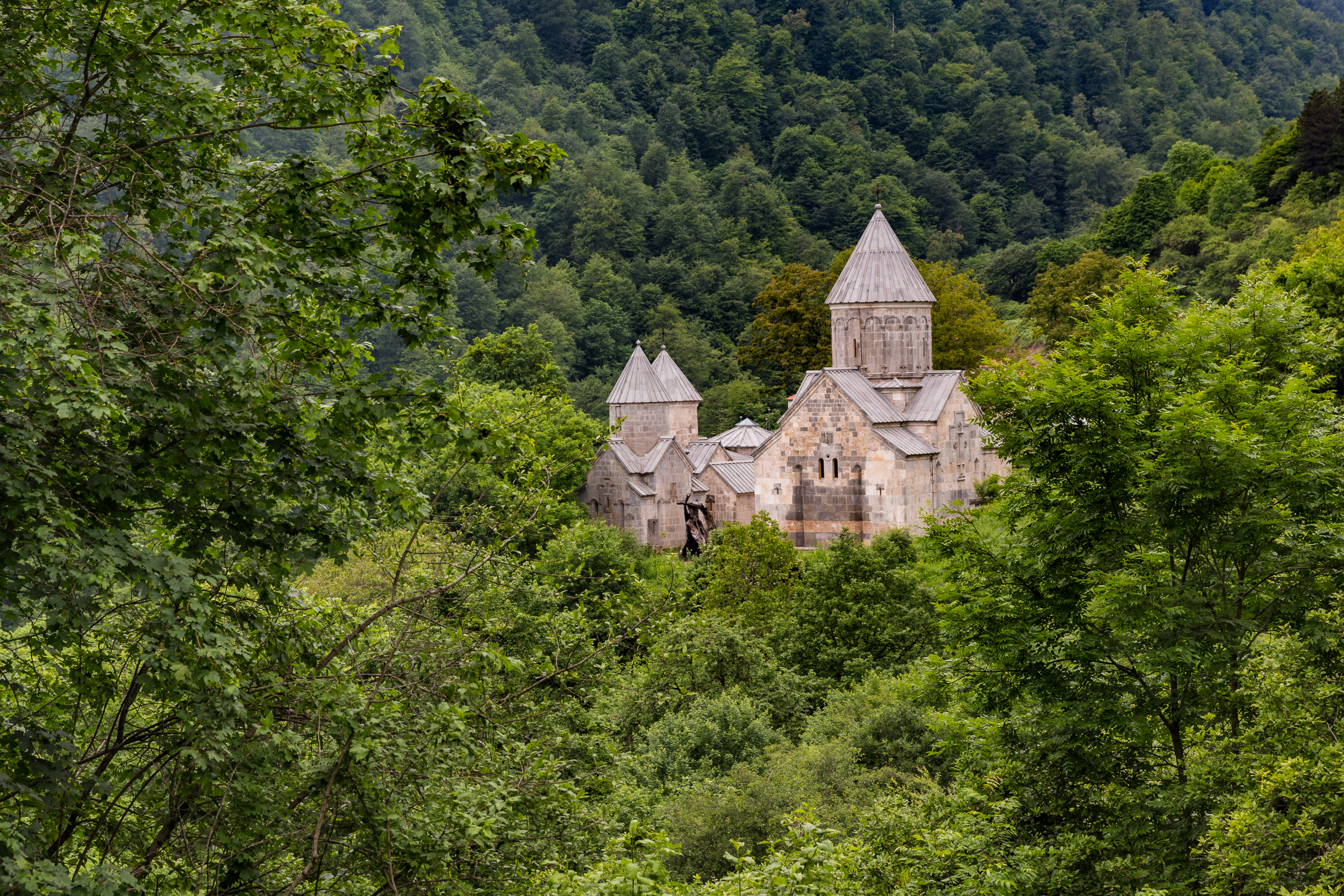
Kloster Haghartsin

Das Kloster liegt etwa 18 Kilometer von der Stadt Dilidschan an einer Schlucht des Flusses Aghstafa in einem gemäßigten Regenwald, in dem zahlreiche Eichen stehen. Die Ruinen des Dorfes Haghartsin, von dem es seinen Namen hat, liegen etwa zwei Kilometer vom Kloster entfernt. Ein weiteres mittelalterliches Kloster, Goschawank, befindet sich im wenige Kilometer entfernten Dorf Goscha.

## Baubeschreibung

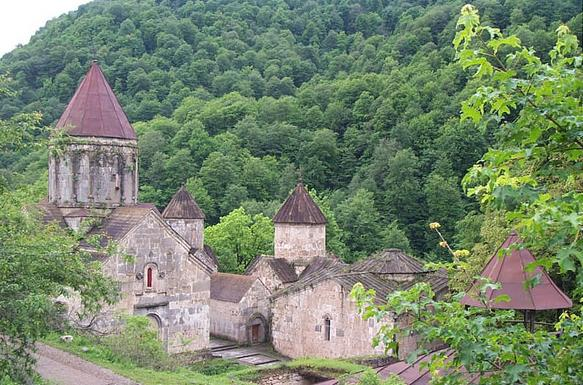
Der Klosterkomplex. Links die Kirche Surp Astvatsatsin. Es folgen rechts die Kirchen Surp Stepanos und Surp Grigor sowie ein Gawit

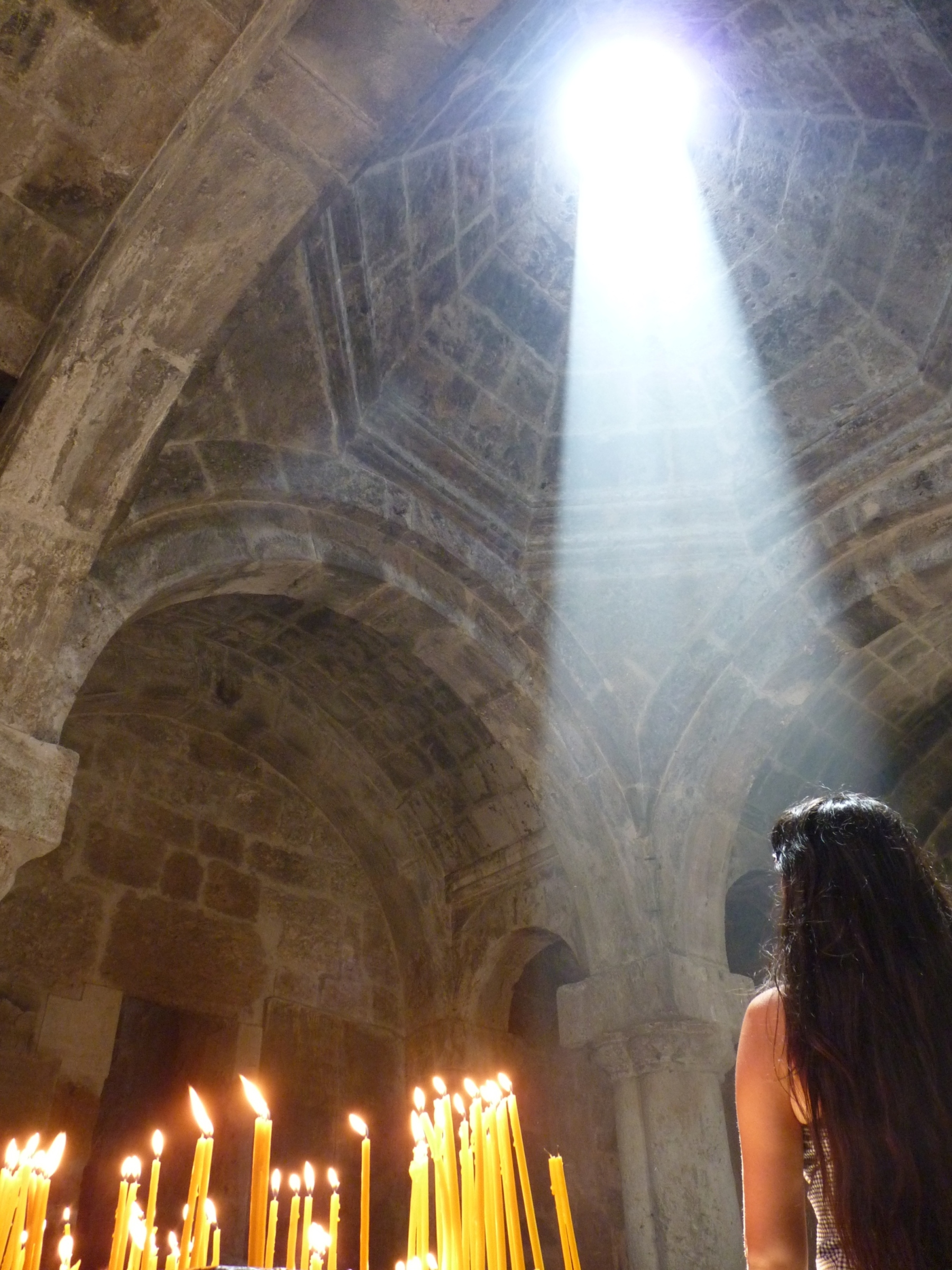
Im Inneren des Klosters

Der Klosterkomplex besteht aus mehreren Kirchen, zwei Gawiten (einer ist heute eine Ruine), einer Grabkammer von zwei Königen aus der Dynastie der Kiurikiden (einem Seitenzweig der Bagratiden) und einem Refektorium. Die Gebäude wurden zwischen dem 10. und 14. Jahrhundert erbaut. Wie Goschawank ist auch Haghardzin nicht von Verteidigungsmauern umgeben.
Zu den ältesten Gebäuden des Klosters gehört die Kirche Surb Grigor (Gregor der Erleuchter) aus dem 10. Jahrhundert.  Das Bauwerk ist eine Kreuzkuppelkirche mit Seitenkapellen in allen vier Ecken. Von außen ist das Gebäude rechteckig. Im Inneren ist der Grundriss kreuzförmig. Als typisches Beispiel der armenischen Kirchenarchitektur wird der kleine zentrale Kirchenraum von einer Kuppel mit einem achteckigen Tambour bekrönt. Tambour und  Kuppel des Gebäudes ruhen auf Säulen. Die Vorhalle (Gawit) hat einen quadratischen Grundriss. Ihr Walmdach mit einem offenen Loch in der Mitte erinnert an armenische Bauernhäuser vom Typ Glkhatun. An der Südwand der Kirche blieben die Reste einer Grabkammer zweier Könige (Smbat und Gagik) aus der Dynastie der Kiurikiden erhalten. Ein zweiter Gawit ist rechteckig. Er wurde im 12. Jahrhundert erbaut.
Die kleine Kreuzkuppelkirche St. Stepanos wirkt wie eine kleine Kopie der Hauptkirche. Sie wurde im Jahre 1244 aus himmelblauem Basaltstein gebaut.
Die Kirche Surb Astvatsatsin ((armenisch Սուրբ Աստվածածին, „Heilige Muttergottes“), westarmenisch Surp Asdwadsadsin, andere Umschriften Surp Astvatsatsin, Surb Astuacacin, Surb Astwazazin) ist die größte Kirche des Klosterkomplexes. Sie wurde im 11. Jahrhundert erbaut, wohl auch von den Seldschuken zerstört und in den Jahren 1281–1287 unter der Schirmherrschaft von Ter Hovhannes und Ter Sargis wiederaufgebaut. Auch Surb Astvatsatsin ist eine Kreuzkuppelkirche. Ihre Fassade ist reich dekoriert. Der Südeingang ist mit Zierleisten versehen, auf denen Kleeblätter dargestellt sind. Alle Wände außer der Westseite haben zwei dreieckige Nischen (armenische Nischen) an der Außenseite. Auch ihre facettierte Kuppel liegt über einem Tambour. Die Pendentifs, sphärische Dreiecke, ermöglichen, die runde Kuppel von einem Quadrat aus vier Bögen tragen zu lassen. Zwischen den Penditifs gibt es mehrere Bogenreihen, die ihrerseits auf Säulen ruhen.
In der Skulpturengruppe an der Ostwand der Kirche sind zwei Männer dargestellt. Sie zeigen auf ein zwischen ihnen aufgestelltes Kirchenmodell und eine Taube mit halb ausgebreiteten Flügeln zeigen. Möglicherweise zeigt die Dachbedeckung des Modells das ursprüngliche Aussehen der Kuppel der Kirche. Die beiden Männer sind sehr detailreich dargestellt. Ihre gepflegten Vollbärte und die großen mandelförmigen Augen tragen individuelle Züge und sind fein ausgearbeitet. Beide Männer tragen unterschiedliche Mönchsgewänder. Offensichtlich ist die rechte Figur reicher als die linke. Möglicherweise stellen sie den Gründer und ersten Klostervorsteher sowie seinen Assistenten dar.

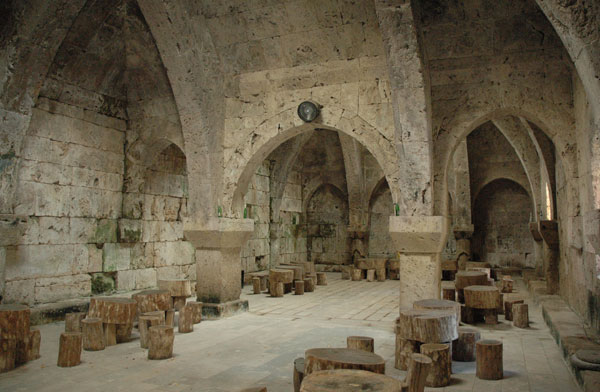
Der Innenraum des Refektoriums

Die Architekten Minas, Movses und Grigores bauten das Refektorium (den Speisesaal) im Jahre 1248. Es gilt als eines der wichtigsten Beispiele der mittelalterlichen Architektur Armeniens. Säulen Teilen das Gebäude in zwei quadratische Hälften, die nach oben von sich überkreuzenden Bögen bekrönt sind. Die Innenwände  sind mit Steinbänken versehen. Für die vielen Pilger, die das Kloster besuchen, gibt es einen breiten Torbogen.
Rund um das Kloster gibt es zahlreiche weitere Kapellen, die heute größtenteils zerstört sind. Im Kloster und in der näheren Umgebung sind auch mehrere Chatschkare zu besichtigen. Von diesen haben einige einen hohen künstlerischen Wert, so etwa der neben der südlichen Tür der Kirche Surb Astvatsatsin aufgestellte Gedächtnisstein aus dem 13. Jahrhundert mit seiner reichen ornamentalen Dekoration sowie die Werke des Steinmetzes Pavgos, darunter ein 1291 geschaffener Chatschkar mit dem Namen des Steinmetzes. Er gilt als ein Meisterwerk. Im Zentrum des Steins sind ein Kreuz auf einer schildförmigen Rosette über einem achtzackiger Stern zu sehen, die von mehreren Schichten von fein ausgearbeiteten Ornamenten umgeben sind. In ihnen wird eine komplizierte Kombination aus floralen und geometrischen Motiven dargestellt, die sich nicht wiederholen.
Ein bei Ausgrabungen entdeckter 350 Kilogramm schwerer Bronzekopf ist im Historischen Museum in der Hauptstadt Jerewan zu sehen. Er wird auf das Jahr 1232 datiert.

## Geschichte

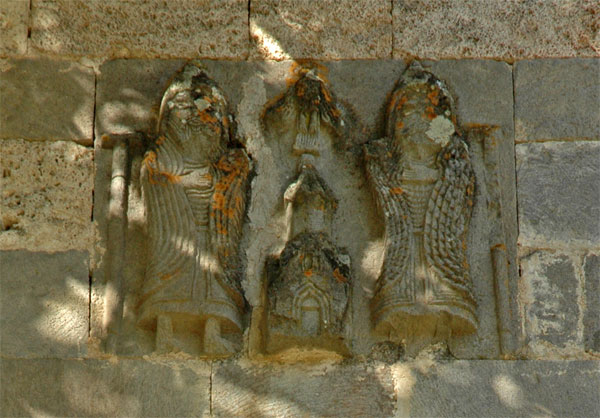
Die Skulpturengruppe an der Ostwand stellt möglicherweise den Gründer und ersten Klostervorsteher sowie seinen Assistenten mit einem Modell der Klosterkirche dar.

Mönche, die vor den Christenverfolgungen im vom byzantinischen Reich beherrschten Westarmenien geflohen waren, gründeten das Kloster wohl im 10. Jahrhundert. Im 11. Jahrhundert verwüsteten die Seldschuken das Kloster bei ihrem Vorstoß nach Armenien. König Giorgi III. von Georgien und lokale armenische Fürsten ließen es im 12. Jahrhundert restaurieren. Unter dem Vorsteher Khachatur Taronatsi, der auch ein bekannter Wissenschaftler und Musiker war, erlebte das Kloster seine Blütezeit. Er ließ die Kirche Surb Grigor im Jahre 1184 renovieren. Zehn Jahre später (1194) begann der Bau einer weiteren Kirche. Die westliche Vorhalle (Gawit) der Kirche Surb Grigor stiftete der Adelige Ivane Zakarian mit Unterstützung seiner Vasallen Artavazd und Atanes.
In den Jahren 1671 und 1681 wurden die drei Kirchen Surb Stepanos, Surb Grigor und Surb Astvatsatsin umfassend renoviert. Truppen des Aga Mohammed Khan, dem Schah von Persien, verwüsteten das Kloster am Ende des 18. Jahrhunderts während des Feldzugs. Im Jahre 1861 wurde der Klosterbetrieb wieder aufgenommen. 1901 waren die Wiederaufbauarbeiten abgeschlossen. Zwischen 2008 und 2013 wurde das Kloster mit arabischen Spendengeldern renoviert.